# José Cerqueira
José Manuel Cerqueira (Banga, 16 de agosto de 1954) é um professor universitário e economista de Angola. 
É nascido na comuna de Caculo Cabaça, no município da Banga, na província de Cuanza Norte. Aos seis anos, mudou-se para o Douro Litoral, em Portugal.
Licenciou-se em economia na Faculdade de Economia da Universidade do Porto em 1976. Mudou-se para Luanda no mesmo ano para trabalhar como professor assistente de economia na Universidade Agostinho Neto (UAN) e como diretor no Ministério do Comércio Exterior, permanecendo nas funções até 1978. Neste ano torna-se Chefe do Departamento de Planeamento da Sonangol, permanecendo até 1981.
Em 1981, obteve bolsa de estudos pela Sonangol para cursar mestrado na Universidade da Borgonha, na França, concluíndo-o em 1983. Permanece em solo francês até 1986, período em que atua como investigador no Centro de Pesquisa do Sistema Financeiro.
Retorna a Angola em 1987, quando tornar-se-ia um dos economistas que coordenaram a criação do programa intitulado Saneamento Económico e Financeiro (SEF), o primeiro programa angolano de reformas econômicas. Permenece até 1990 vinculado ao SEF, bem como ao Ministério das Finanças e ao Ministério do Plano.
Em 1992, retomou suas atividades como pesquisador e obteve, em 1994, o título de doutor de Estado (docteur d'État) pela Universidade da Borgonha.
Em 1996 passa a ser investigador de economia na Universidade da Suíça Italiana, em Lugano, acumulando funções, a partir de 1997, também no Banco Nacional de Angola (permanece neste até 2000). Torna-se reitor da Universidade Lusíada de Angola entre 2000 e 2003 e, de 2006 a 2011, e responsável pelo planejamento no Projeto da Aldeia Nova. Neste ínterim, foi ainda economista no Conselho Nacional de Carregadores.
Em 2012 volta a carreira como professor, desta vez na Universidade Agostinho Neto (UAN). Em 2015 torna-se Vice-Governador de Luanda, ocupando funções até 2017, quando assume por dois anos como Secretário de Estado Transportes Ferroviários. Em 2018 voltou a ocupar-se como professor da UAN, quando licencia-se novamente, em 2020, para tornar-se Presidente do Conselho de Administração do Banco Caixa Geral Angola.

## Vida pessoal
É casado com Marinela de Fátima Cerqueira e irmão da política angolana Carolina Cerqueira.